# Magyarország és Németország kapcsolatai

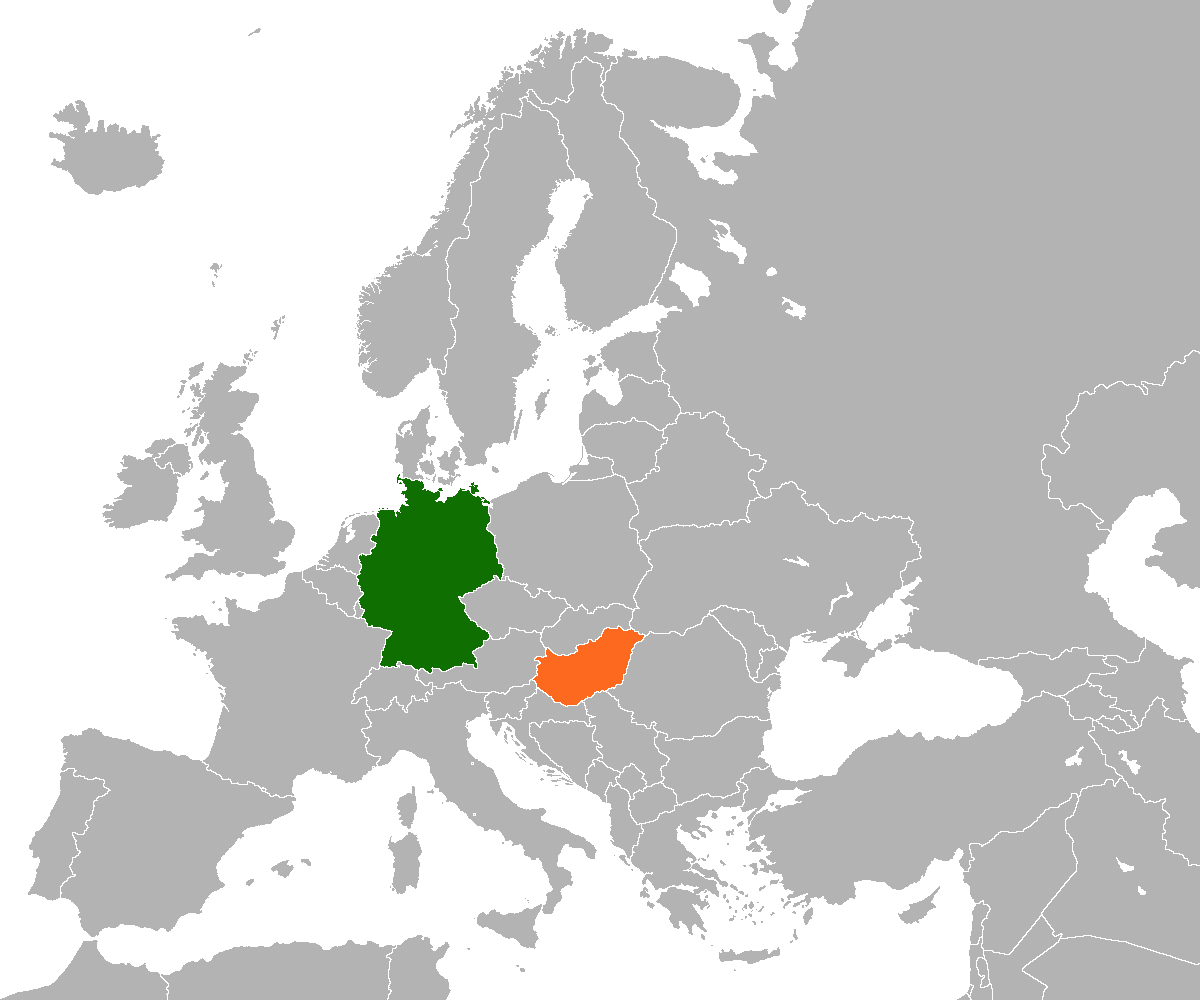

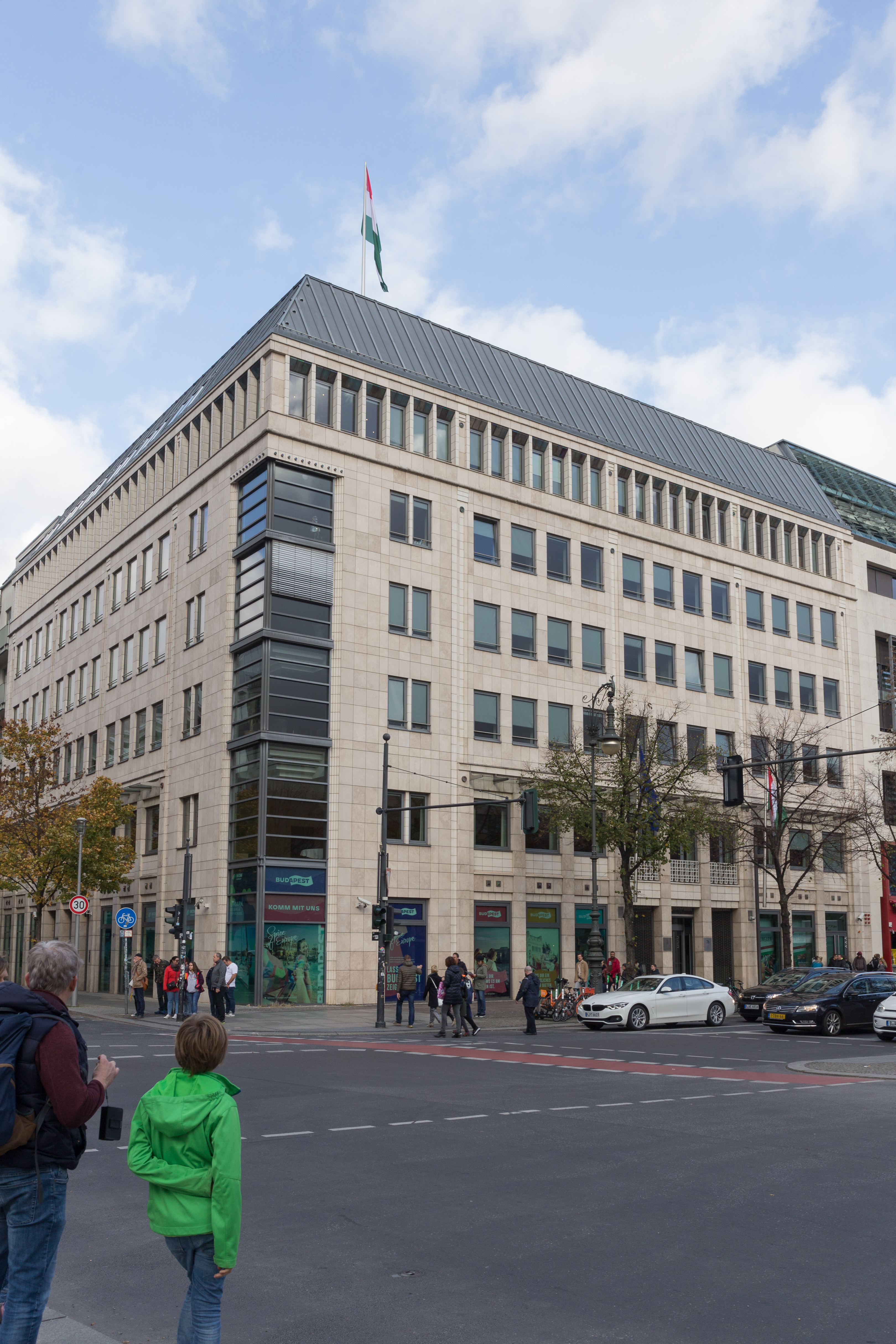
A berlini magyar nagykövetség épülete

Magyarország és Németország kapcsolatai egészen a magyar honfoglalásig nyúlnak vissza. Az azóta eltelt több mint 1100 év alatt a két nép kapcsolatai a legintenzívebbek közé tartoztak, harcokkal és együttműködéssel, hullámvölgyekkel és gyümölcsöző időszakokkal egyaránt.
A két ország gazdasági és kulturális kapcsolatai ugyancsak hosszú időre nyúlnak vissza és különösen elmélyültek. Németország Magyarország kiemelkedően legfontosabb gazdasági partnere.
2024-ben a két ország egyaránt tagja a NATO-nak és az Európai Uniónak.
A két nép közötti kapcsolatok intenzitását az egymás országaiban történt letelepedés, a kölcsönös asszimilációs folyamatok is jelzik. A századok során jelentős betelepítések történtek a történelmi Magyarországra német nyelvterületről, mint az erdélyi szászok, a cipszerek, a dunai svábok megtelepedése, rengeteg ember és család pedig önállóan érkezett. Pest vagy Óbuda lakossága például sokáig többségében német etnikumú volt. Számos német eredetű, de magát már magyarnak valló személyiség vagy család német névvel vált híressé, mint Liszt Ferenc, Láng László, Ganz Ábrahám, Semmelweis Ignác. Ehhez a tendenciához természetesen nagyban hozzájárult az osztrák-magyar együttélés.
Az ellenkező irányban a magyar vendégmunkások százezrei élnek és dolgoznak Németországban, jelentős részük letelepül, és végül asszimilálódik ott.

## Története
A két nép közötti kapcsolatok története a magyar honfoglalók harcaival (pozsonyi csata) és a magyar kalandozásokkal kezdődött. A 933-as merseburgi és az 1955-ös augsburgi vereségek után a kalandozások kora fokozatosan lezárult. Géza magyar fejedelem, függetlenségének hangsúlyozása mellett, kereste a békés kapcsolatok lehetőségét I. Ottó német-római császárral. Hittérítőket fogadott és 995 körül fiát, Istvánt összeházasította Liudolf Gizellával, II. Henrik bajor herceg leányával.
A Gizellával érkező, illetve tőle függetlenül is Magyarországra települő német lovagok nagyban megerősítették I. István és a későbbi magyar Árpád-házi királyok központi hatalmát. Közülük többen nagy hatalmú, történelmi magyar családok, nemzetségek alapítói lettek, mint Hontpázmány nemzetség, a Gutkeled nemzetség, a Héder nemzetség, a Hahót nemzetség.
Orseolo Péter a Német-római Birodalom hűbéresévé tette Magyarországot, ezzel megalapozta a császárok későbbi igényeit. Megbuktatása után a magyarok III. Henrik német-római császár több hadjáratát verték vissza sikerrel.
A XII. században a II. András magyar király által behívott Német Lovagrend épít ki jelentős befolyást egy ideig a Magyar Királyság keleti területein (a Barcaságban).
Az Árpád-ház kihalása után a vegyesházi királyok korában lett Luxemburgi Zsigmund Magyarország első német etnikumú királya, aki a magyar uralkodók sorában a legnagyobb nemzetközi befolyásra tett szert.

### Magyarország a Habsburg-birodalom része
1526 és 1918 között a Magyar Királyság a Habsburg-ház uralma idején nem folytathatott önálló külpolitikát, kapcsolatai a különböző államokban élő németséggel Ausztria közvetítésével alakultak.

### Magyarország helye a német délkelet-európai törekvésekben
A német egységtörekvések és a nemzeti érzés megerősödésével a 19. század elejétől megjelentek a német politikai irodalomban a délkeleti irányú geopolitikai terjeszkedési elképzelések is. Friedrich List (1789–1846) úgy vélte, hogy a leendő német nagyhatalomnak magába kell olvasztania Belgium, Svájc, Dánia mellett Bécset és Budapestet is, majd létre kell hoznia egy német–magyar keleti birodalmat a hanyatló Oszmán Birodalom helyén a Balkánon, a Földközi-tenger és a Fekete-tenger térségében. Ezekre az elméleti alapokra vezethető vissza a német „Mitteleuropa” koncepció, de gyakorlati téren például a Berlin-Bagdad vasút építésének terve is.
Németország egyesítése (1871) után a német tőke soknemzetiségű vámunió kialakítására törekedett, amelynek magja a német-osztrák-magyar blokk lett volna. Ennek a gondolatnak az egyik ismert kifejtője volt Friedrich Naumann, akinek Mitteleuropa című kötete 1915-ben jelent meg, és 1916-ban magyarra is lefordították. A koncepció lényege Közép-Európa alávetése volt, „völkisch” és faji alapon, valamint a „kis” német állam kiterjesztése nyugaton az Atlanti-óceánig, keleten a Fekete-tengerig. 1914-ben Theobald von Bethmann-Hollweg német kancellár kijelentette: „A közös közép-európai gazdasági unió elérhető vámegyezmények révén, amelyek magukba foglalhatják Franciaországot, Belgiumot, Hollandiát, Dániát, Ausztria-Magyarországot, Lengyelországot, esetleg Olaszországot, Svédországot és Norvégiát. Ez az unió garantálhatná Németország gazdasági hatalmát Közép-Európa felett, alkotmányos unió nélkül, az államok névleges függetlenségének megőrzésével.”
A leendő unió első lépéseként Németország és az Osztrák–Magyar Monarchia 1918 májusában a belgiumi Spa városában egyezményt írtak alá a két hatalom közötti unióról. (A dokumentumot a monarchia részéről Burján István, a közös külügy- és közös pénzügyminiszter írta alá). A háborús vereség azonban természetesen keresztülhúzta a terveket.

### Magyar–német kapcsolatok a weimari köztársaság idején
Az új körülmények között Németország a 20-as évek elején kereskedelemi egyezményt kötött Magyarországgal (valamint Jugoszláviával és Bulgáriával) a legnagyobb kedvezmény elve alapján. Berlin intenzíven támogatta külföldi német közösségeket, köztük az 550 000 főnyi magyarországi németet, akik a lakosság 7%-át tették ki. Jelentős nézetkülönbségek alakultak ki a két fél között: német részről hiányolták a német kisebbség anyanyelvi iskolázási lehetőségeit, Bethlen István miniszterelnök pedig gyakran kifogásolta a pángermán nyomulási törekvéseket Magyarországon.
Bethlen ugyanakkor külpolitikailag igyekezett megújítani a német szövetséget a Trianon után meggyengült magyar állam nemzetközi helyzetének megerősítése érdekében. Windisch-Graetz Lajos herceg Gustav Stresemannnal folytatott berlini tárgyalásai során azonban kiderült, hogy Németország nem érdekelt a szoros együttműködésben Magyarországgal, mivel ez megterhelné a németek kapcsolatait Csehszlovákiával, Jugoszláviával, Romániával és Ausztriával.
Német részről azt is kifogásolták, a magyar és a bajor szélsőjobboldal az 1920-as években együttműködött és ezt a kormányzat is támogatta. 1922-ben Németország tiltakozott amiatt, hogy a Kapp-puccs vezetői Magyarországon rejtőzködtek és Matthias Erzberger gyilkosai is menedéket találtak itt. Franz Egon Fürstenberg német követet le is váltották, mert túl elnéző volt a magyarokkal szemben. A német sajtó baloldali része erősen bírálta a magyar kormány antidemokratikus politikáját.
Amikor Magyarországnak 1927-ben sikerült elérnie az „örök barátsági szerződés” megkötését a fasiszta Olaszországgal, a magyar diplomácia új erőfeszítéseket tett egy szorosabb német–olasz–osztrák együttműködés kialakítására, azonban a weimari Németország ezt elhárította.
A kétoldalú gazdasági kapcsolatokra a nagy német exporttöbblet volt a jellemző. Ennek oka főleg az erősen protekcionista német agrárpolitikában rejlett. A magyar marhahús exportja különösen visszaszorult. A magyar kormány 1925-től folyamatosan küzdött egy új kereskedelemi megállapodásért, azonban a német fél halogatta ezt.
Burgenland kérdése is is vitatéma volt a két ország között. A magyar kormányzat a Trianonban elveszett magyar területek között Burgenland visszaszerzését is aktívan szorgalmazta: mind Bethlen István miniszterelnök, mind külügyminiszterei, valamint a magyar sajtó is napirenden tartotta a kérdést. A magyar elit abban bízott, hogy ha támogatja Németország Anschluss-törekvéseit, visszakaphatja Burgenlandot. A német vezetés azonban ezt a területet is – Ausztria egészével együtt – Nagy-Németország részének tartotta. Paul Löbe, a Reichstag szociáldemokrata elnöke, 1928-ban Kismartonban elmondott beszédében kiemelte, nem csak a 6 millió osztrák, hanem a 60 millió német is támogatja a tartományt a magyar revíziós törekvésekkel szemben.
A kétoldalú kapcsolatok a 20-as évek végére határozottan elhidegültek. 1930-ban Heinrich Brüning kancellár politikája hozott ebben javulást. Bethlen meghívást kapott Berlinbe, és a tárgyalások légköre igen barátságos volt, ezt a német sajtó is tükrözte. A magyar jobboldali elit új reményeket kezdett táplálni Németországgal szemben.

### Magyarország és a náci Németország kapcsolatai
Az újabb történetírás nem lát olyan éles határvonalat a német történelem alakulásában Adolf Hitler hatalomra jutásában, mint a korábbi szerzők. Ez különösen érvényes Németország délkelet-európai politikájára. A német gazdasági érdekek változatlanok maradtak, a külügyi apparátusban gyakorlatilag ugyanazok a személyek foglalkoztak Magyarországgal, eszközeik is jórészt változatlanok maradtak – a gazdasági nyomás és német kisebbség felhasználása. A nemzetiszocializmus idején azonban a korábbi szempontok mellé egyre erősebben felsorakoztak a korábban is létező pángermanizmus faji és hódító törekvései.
Hitler külgazdasági politikájában a német agrárérdekek korábbi elsődlegességét megtörve az ipari tőke mellé állt. Németország ennek nyomán kétoldalú gazdasági egyezményeket kötött a térség országaival, ami lehetővé tette a mezőgazdasági export növelését Németországba, és a német ipar termékeinek exportját Délkelet-Európába. Néhány év alatt a német gazdaság szerepe a régióban dominánssá vált.
A náci rezsim folytatta és felerősítette a német kisebbségek felhasználását nyomásgyakorlási célokra. Új központi szervezetet hoztak létre a számukra Volksdeutsche Mittelstelle néven Joachim von Ribbentrop, a későbbi külügyminiszter vezetésével. A kisebbségi németeket hírszerzési célokra és a náci ideológia népszerűsítésére is. Ez az aktivitás gyakran vezetett elhidegülésre a Németországhoz fűződő hivatalos kapcsolatokban Magyarországon és a térség többi országaiban is. Németország szorgalmazta a kulturális, tudományos kapcsolatok fejlesztését is, ösztöndíjakat nyújtott, támogatta a német nyelv mint „lingua franca”, azaz közvetítőnyelv terjesztését a térségben.
A magyar vezetés örömmel fogadta a német kapcsolatok fejlődését abban reménykedve, hogy Berlin, az olaszokhoz hasonlóan támogatni fogja a magyar irredenta célokat. A politikai elit egy része arról fantáziált, hogy létrejöhet egy német-magyar birodalom Európában, azonban hamarosan csalódniuk kellett. Hitler még a korábbi vezetőknél is szigorúbban csak a német érdekeket nézte, és elutasították a kisantant elleni közös fellépést azzal hogy ez csak erősítené azok együttműködését a nyugati hatalmakkal. A kancellár hangsúlyozta a magyar vezetőknek, hogy revizionista törekvéseiket Csehszlovákiára kell koncentrálni, mert Trianon előtti határok teljes helyreállítása reménytelen.
A magyar uralkodó osztály számára különösen sérelmes volt, hogy a német elit 1918 után egyre inkább délkelet-európai, sőt balkáni országnak és népnek tartotta a magyarságot. Például egy 1932-es elemi iskolai tankönyv is inkább balkáni népként különböztette meg a magyarokat a németek „osztrák honfitársaitól”. Kánya Kálmán külügyminiszter és Masirevich Szilárd berlini magyar követ is külpolitikai orientáció-váltással „fenyegette meg” Németországot, de Konstantin von Neurath csak annyit reagált, hogy akkor forduljanak a magyarok revíziós törekvéseikkel „cseh barátaikhoz”.
Az Anschluss idején a magyar kormányzat hivatalosan ugyan nem vetette fel Burgenlandra vonatkozó területi igényét, de közvetve Hitler tudomására hozták, hogy „nemes gesztusnak” tartanák, ha legalább részt kaphatnának a zsákmányból. Ez csak arra volt jó, hogy német részről kioktassák a magyarokat a szóban forgó terület etnikai összetételéről, megkérdőjelezve a soproni népszavazás legitimitását, sőt felemlegetve a Dunántúl egyes részeinek német többségű lakosságát is.
Hitler München előtt Magyarországot szerette volna támadásra bírni Csehszlovákia ellen, hogy aztán beavatkozhasson a konfliktusba, cserébe egész Szlovákiát – azaz a Felvidéket – ígérte, de erre a magyar vezetés nem volt hajlandó. Az első bécsi döntés idején emlékeztette is erre nála lobbizó magyar politikusokat.
Az első bécsi döntés után Kárpátalja ügyében is folytatódtak az alkudozások. Imrédy Béla kormánya 1938 végén engedélyezte a Volksbund, a magyarországi németek nemzetiszocialista irányítás alatt álló szervezete tevékenységét Magyarországon. 1939 februárjában Magyarország belépett az Antikomintern paktumba, és áprilisban elhagyta a Nemzetek Szövetségét. Cserében Hitler beleegyezett Kárpátalja visszafoglalásába.
A németek politikai célja 1939-ben az volt, hogy Magyarország egyezzen ki Romániával és Jugoszláviával a területi status quo alapján, ne törekedjen elveszett területeinek visszaszerzésére. A magyar elit azonban az erdélyi területi igényeiről semmiképp nem akart lemondani. Ugyanakkor a németekkel szembeni függetlenség egyik utolsó jeleként nem volt hajlandó részt venni Lengyelország lerohanásában sem.

### Második világháború
A második bécsi döntés, Észak-Erdély Magyarországnak történt visszaadása révén Hitler elérte, hogy – saját szavai szerint – két vasat tartva a tűzben, biztosítsa befolyását mind Romániában, mind Magyarországon. Jugoszláviával Magyarország 1940 decemberében – a német érdekeknek is megfelelően – örök barátsági szerződést kötött. Jugoszláviában azonban 1941 márciusában kormányváltás történt, a német tervek megváltoztak, Jugoszláviát lerohanták, amiben Magyarország is részt vett. Hitler erre olyan ígéretekkel vette rá a magyar kormányzatot, amiket rögtön a hadjárat befejezése után megszegett. Magyarország nem kapta vissza sem a Bánátot, sem a horvátországi Muraközt, meg kellett elégednie a Vajdasággal és a szlovéniai Muravidékkel. A náci Németország égisze alatt ezzel szinte újrateremtődött a kisantant: Magyarország kapcsolatai kiéleződtek a „maradék” Szlovákiával, Romániával és Jugoszláviával (Horvátországgal) egyaránt.
Hitler eredetileg csak Románia és Finnország részvételével számolt a Szovjetunió elleni háborújában, azonban a Magyarország körüli megosztó politikájával elérte, hogy Szlovákia, a Független Horvát Állam és Magyarország egymással versengve csatlakozzon a Barbarossa hadművelethez.
A magyar és a német területek elhatárolását illetően már a harmincas években születtek radikális tervek az SS által vezetett Volksdeutsche Mittelstelle, majd az európai német győzelmek 1941-es tetőfokán a Reichsstelle für Raumordnung részéről. Ezek a Dunántúl németek lakta részeinek elcsatolására, valamint egy déli német tartomány (Prinz Eugen Gau) létrehozására irányultak Baranya, Bácska, Bánát területén. Emellett született egy terv Bécsben a német Südmark megteremtésére, a Ljubljana–Balaton vonalig kitolva a Reich határait. A villámháború kudarca után, 1942-ben ezek a hosszú távú tervek lekerültek az asztalról.
A harctéri német vereségek következményeképpen egyre csak erősödött a német nyomás Magyarország háborús részvételének fokozására, mind katonák küldésével, mind pedig a gazdaság kiszolgáltatásával a német érdekeknek, mely nyomás végül Magyarország német megszállásával teljesedett ki.

### Hidegháború
A hidegháború végén a Páneurópai piknik nevű békedemonstráció alkalmával mintegy 12 000 NDK-beli állampolgár térhetett az 1989. augusztus 19-én ideiglenesen megnyitott osztrák-magyar határon át az NSZK-ba. Egy hónappal később megtörtént a végleges határnyitás, amikor már 60-70 ezer keletnémet állampolgár lépte át okmányokkal a határt, előmozdítva a Vasfüggöny s egyben a Berlini fal lebontását.

### A rendszerváltás után
1990 és 1995 között Németország összesen 5 milliárd márka értékben nyújtott segélyt Magyarországnak.

### A kapcsolatok megromlása a 2020-as években
A 2022-es Ukrajna elleni orosz agresszió után a magyar–német kapcsolatok is egyre inkább elhidegültek, hasonlóan Magyarország és a többi NATO-szövetséges kapcsolataihoz. Svédország és Finnország e háború nyomán átértékelték hagyományos semlegességi politikájukat és kérték felvételüket a NATO-ba. Magyarország egyedüliként, fontos szövetségesei kérése ellenére hosszú időn át akadályozta a két ország felvételét a védelmi szervezetbe. Magyarország számos alkalommal ellenezte, fékezte az orosz agresszor elleni gazdasági szankciók elfogadását és Ukrajna hathatós támogatását. Az EU több tagállamai különösen nehezményezték az orosz és belarusz vendégmunkások magyarországi munkavállalásának megkönnyítését, amit biztonsági kockázatnak tartanak. A kapcsolatok elhidegülésének egyik jele volt, hogy 2024 augusztusában, a Páneurópai piknik évfordulóján Frank-Walter Steinmeier német államelnök gépe a pápai repülőtéren szállt le, onnan utazott Sopronba, Budapestre el sem látogatott.
A budapesti német nagykövet 2024. október 3-án, a német egység napja alkalmából elmondott beszédében hosszan foglalkozott azzal, hogy a magyar kormány a Németország újraegyesítése során a német népnek nyújtott segítség révén szerzett óriási bizalmi tőkét „egy teljesen bizonytalan célú és bizonytalan kimenetelű politikai fogadás tétjeként kockára teszi”. Kellemetlen provokációk egész soráról beszélt, amelyeknek, úgy tűnik, „nincsen semmi más céljuk, mint hogy kétséget ébresszenek Magyarország megbízhatósága iránt”. Kiemelte, hogy „Magyarország olyan úton jár, amely eltávolítja a barátaitól”. Különösen nehezményezte a soros EU-elnökségünk kezdetével egybeeső miniszterelnöki „békemissziót”, illetve „a Finnország és Svédország NATO-csatlakozása körüli színjátékot”.
Szijjártó Péter magyar külügyminiszter a beszéd nyomán bekérette hivatalába a német nagykövetet és kifejezte felháborodását az elhangzottak miatt.
A német külügyminisztérium sajtóérdeklődésre megerősítette, hogy a nagykövet beszéde megfelelt a német hivatalos álláspontnak, amit egyébként már számos alkalommal kifejtettek a  magyar fél számára.

## Gazdasági kapcsolatok
Németország Magyarország messze legfontosabb külkereskedelmi partnere a magyar importban és az exportban egyaránt. 2023-ban a német reláció a magyar export 26,3%-át, a magyar import 22,6%-át tette ki. (Németország teljes exportjában a magyar részesedés 2,33%, importjában 2,36% volt). (Összehasonlításképpen a magyar exportban a második helyen Olaszország áll 6%-kal, az importban Kína 7%-kal.) Németország azon országok közé tartozik, amelyekkel szemben Magyarország kereskedelme aktívummal rendelkezik, azaz exportja meghaladja az importot – főleg a német tulajdonú magyarországi gyárak németországi exportja eredményeképpen. Ha az egyes tartományokat önálló országnak vennénk, Bajorország és Baden-Württemberg önmagukban is a Magyarországon előállított exporttermékek legfontosabb piacai lennének.
Németország a legnagyobb külföldi tőkebefektető Magyarországon, az Magyar Nemzeti Bank adatai szerint a Németországból származó külföldi közvetlen tőkebefektetések állománya (a végső befektető országa szerint) 2014. év végén 21,4 milliárd eurót ért el, ami az összes külföldi befektetés, a teljes FDI (Foreign Direct Investment) állomány 26,3%-át jelenti. A Központi Statisztikai Hivatal adatai alapján 2014-ben 3246 német vállalat 186,8 ezer főt foglalkoztatott Magyarországon; több mint 7000 olyan cég működik itt, amelyet részben vagy egészben német tőkéből alapítottak.
A magyar–német gazdasági kapcsolatokban fontos szerepet töltenek be a magyar kormányzat és egyes német tartományi kormányok között működő vegyes bizottságok – többek között - Bajorországgal, Baden-Württemberggel, Észak-Rajna-Vesztfáliával és Szászországgal.
A Budapesten működő Német–Magyar Ipari és Kereskedelmi Kamara mintegy 900 – német és magyar – tagvállalat érdekeit képviseli.
Az Audi AG Győrben építette fel Európa legnagyobb (a világ harmadik legnagyobb) motorgyárát, amellyel 2007-re 3300 millió euró feletti összbefektetéssel Magyarország legnagyobb exportőre. Az üzem motorokkal látja el a Volkswagen, a Skoda, a SEAT és a Lamborghini autógyártókat. A Mercedes-Benz Group Kecskeméten fektetett be 800 millió eurót és hozott létre mintegy 2500 munkahelyet egy új összeszerelő üzemben, évi 100 000 gépkocsi gyártására.
Az Opel 1992 márciusa és 1998 között 84000 gépkocsit gyártott Szentgotthárdon. A 201-es években a gyár körülbelül félmillió motort és hengerfejet gyárt évente.
2017 decemberében a Wuppermann AG speciális acéltermékek gyártóüzemét nyitotta meg a Gönyűben. A beruházás összege meghaladja a 110 millió eurót. Ez a cég legnagyobb befektetése 1872 óta.
2022-ben kezdte meg a BMW Debrecenben 2 milliárd eurós beruházással több mint 400 hektáros területen egy teljes járműgyár építését, évi 150 ezer autós kapacitással.
A német nagyvállalatok Magyarországon nem csak termelő és összeszerelő üzemeket létesítettek, hanem számosan közülük – például a Knorr-Bremse vagy a Bosch csoport – kutató-fejlesztő tevékenységük jelentős részét is Magyarországra telepítették.
A magyar kormány tucatnyi Magyarországon befektető német nagyvállalattal kötött stratégiai együttműködési megállapodást, amik a befektetők számára is kedvező körülmények biztosításával segítik elő azok magyarországi tevékenységét.

## Kulturális kapcsolatok
A Budapesti Német Iskola (Thomas Mann Gimnázium) nevű magániskolát főleg a Budapesten élő német ajkú családok gyermekei látogatják, de számos olyan magyar fiatal is tanul benne, aki tökéletes német nyelvismerettel szeretné megkezdeni felsőfokú tanulmányait.
A 2002-ben alapított Andrássy Gyula Budapesti Német Nyelvű Egyetem volt az első teljesen német nyelvű felsőoktatási intézmény, melyet német nyelvterületen kívül alapítottak.

## Diplomáciai kapcsolatok
Magyarország nagykövetséget tart fenn Berlinben, két főkonzulátust (Düsseldorfban és Münchenben) és kilenc tiszteletbeli konzulátust (Bremerhaven, Erfurt, Hamburg, Nürnberg, Schwerin, Drezda, Essen, Frankfurt am Main és Stuttgart) városokban. Németország nagykövetséget tart fenn Budapesten.

## Fordítás
Ez a szócikk részben vagy egészben  a   Deutsch-ungarische Beziehungen című német Wikipédia-szócikk ezen változatának fordításán alapul.  Az eredeti cikk szerkesztőit annak laptörténete sorolja fel. Ez a jelzés csupán a megfogalmazás eredetét és a szerzői jogokat jelzi, nem szolgál a cikkben szereplő információk forrásmegjelöléseként.